# 猞猁屬
猞猁屬（學名：Lynx），短尾胸腹白毛耳帶黑長毛，属哺乳綱食肉目貓科，主要分為四種：
- 猞猁（Lynx lynx）：欧亚大部分地区唯一的猞猁属成员，又稱欧亚猞猁，主要分布在欧亚大陆北部及高原地区。
- 加拿大猞猁（Lynx canadensis）：主要分布在加拿大、阿拉斯加及美国本土北部。
- 南歐猞猁（Lynx pardinus）：又名伊比利亞猞猁或西班牙猞猁，主要棲息於西班牙西南部和極少分佈在葡萄牙，稀有種類，已近瀕臨滅絕。世界自然保護聯盟列為極危物種。
- 赤猞猁，也稱短尾貓（Lynx rufus）：體型最小的猞猁，主要分布在墨西哥、美国以及加拿大南部。

### 引用
1. ↑  CMEX中文數位化技術推廣基金會. . dict.revised.moe.edu.tw.   [2024-05-23]. （原始内容存档于2024-05-23） （中文（臺灣））.
2. ↑  IUCN Wild Cats Book. . Big Cats Rescue.   [2006-09-29]. （原始内容存档于2006-09-27）.

### 书籍
- Nair, S.M. . Translated by O.Henry Francis English edition. National Book Trust. 1999.